# Coinquenda nigroclavata
Coinquenda nigroclavata är en insektsart som beskrevs av William Lucas Distant 1916. Coinquenda nigroclavata ingår i släktet Coinquenda och familjen Caliscelidae. Inga underarter finns listade i Catalogue of Life.